# Thomas Meurer
Thomas Meurer (* 23. September 1966 in Weidenau; † 22. August 2010 in Drensteinfurt-Rinkerode) war ein deutscher Theologe und Sachbuchautor. Meurer unterrichtete als Gymnasiallehrer, war Lehrbeauftragter an verschiedenen Hochschulen und ordentlicher Professor für Religionspädagogik an der Pädagogischen Hochschule Karlsruhe.

## Leben
Meurer wuchs in Olpe auf und legte 1986 sein Abitur am dortigen St.-Franziskus-Gymnasium ab. Im Anschluss studierte er katholische Theologie, Philosophie, Germanistik und orientalische Altertumskunde in Paderborn und Münster. 1993 legte er sein Universitätsexamen in katholischer Theologie ab. 1994 folgte das Erste Staatsexamen für das Lehramt in der Sekundarstufe I und II in Deutsch und Katholischer Religionslehre. Von 1994 bis 1999 war er wissenschaftlicher Mitarbeiter, dann bis 2004 Assistent am Seminar für Exegese des Alten Testamentes der Westfälischen Wilhelms-Universität in Münster. Im Jahr 2000 wurde er über das Thema „Komposition und Entstehung, Erzähltechnik und Theologie von Richter 13-16“ zum Dr. theol. promoviert.
Seit 1993 war Meurer in der Erwachsenenbildung und der Beratungsarbeit, vor allem in der Trauerarbeit, tätig. In der gleichen Zeit begann er seine Tätigkeit als Ausbilder für Mitarbeiter des Kinder- und Jugendtelefons des Deutschen Kinderschutzbundes. Von 1998 bis 2001 war er Redaktionsmitglied der Zeitschrift „Glauben leben“ des Verlags Butzon & Bercker, seit 2008 war er im Wissenschaftlichen Beirat der Zeitschrift rhs (Religionsunterricht an höheren Schulen) des Patmos-Verlags, Düsseldorf.
Nach Tätigkeiten als Lehrbeauftragter für „Alttestamentliche Bibelwissenschaft und ihre Didaktik“ an der Philosophisch-Theologischen Hochschule der Kapuziner in Münster und Studienrat für Deutsch und katholische Religion an einem Gymnasium war Meurer vom Wintersemester 2008 an ordentlicher Professor für Religionspädagogik an der PH Karlsruhe.
Im Jahr 2002 wurde Thomas Meurer für die „Beste Predigt“ mit dem ökumenischen Predigtpreis des Verlags für die Deutsche Wirtschaft ausgezeichnet.
Er verstarb am 22. August 2010 an den Folgen einer Krebserkrankung.

## Werke
- Abschied, Trauer, Neubeginn. Erfahrungen mit Tod und Trauer. Begleitung auf dem Trauerweg (Lebensspuren); zusammen mit: Ida Lamp, Kevelaer / Butzon und Bercker, Aachen / Einhard-Verlag, 1997, ISBN 3-7666-0084-2 (Butzon und Bercker) / ISBN 3-930701-27-8 (Einhard)
- Einführung in die Methoden alttestamentlicher Exegese, Münsteraner Einführungen: Theologische Arbeitsbücher, Bd. 3, Lit, Münster, Hamburg, London, 1999, ISBN 3-8258-4408-0
- Von den „Zehn Geboten“ den Kindern erzählt, Butzon und Bercker, Kevelaer, 2000, ISBN 3-7666-0271-3
- Die Simson-Erzählungen / Studien zu Komposition und Entstehung, Erzähltechnik und Theologie von Ri 13 - 16, veränderte Dissertation v. 1999/2000, Philo, Berlin, Wien, 2001, ISBN 3-8257-0238-3
- Bibel. Die 100 wichtigsten Daten und Begriffe; zusammen mit: Esther Brünenberg, Gütersloh 2003, ISBN 3-579-01388-2
- In der Mitte der Nacht: wo Weihnachten beginnt, Schwabenverlag, Ostfildern, 2005, ISBN 3-7966-1232-6
- Was uns zusammenbindet, dich und mich : für Paare, Schwabenverlag, Ostfildern, 2005, ISBN 3-7966-1196-6
- Zum (Be)Greifen nah. Glaubensblitze im Alltag, Verlag Katholisches Bibelwerk, Stuttgart, 2007, ISBN 978-3-460-30012-5
- Transfusionen – Ein spirituelles Lesebuch, Edition Die Nische, Wadersloh, 2009, ISBN 978-3-9812932-0-3
- Von der Disziplin der Hoffnung – Ermutigungen zu einem anspruchsvollen Leben, Edition Die Nische, Wadersloh, 2009, ISBN 978-3-9812932-1-0
- Freundliche Übernahme? Zum Verschwinden des Religionsbegriffs, Grünewald-Verlag, Ostfildern 2009, ISBN 978-3-7867-2782-8